# 日高政光
日高政光（1960年10月19日—2022年3月），是日本的男性動畫導演。神奇寶貝動畫即為其代表作。
2022年3月去世，享年62歲。

## 參加作品

### 電視動畫
- 神奇寶貝（1997年）

頭文字D劇場版  覺醒
- 排球少年！！（2016年、分鏡）

## 關聯項目
- 神奇寶貝

1. ↑  . HYPEBEAST. 2022-03-11  [2022-03-17]. （原始内容存档于2022-04-07）.